# NFA-Cup 2011
Der NFA-Cup 2011 der namibischen Vereinsfußballmannschaften fand vom 2. Februar bis 28. Mai 2011 statt. Er wird von der Namibia Football Association organisiert. Pokalsieger 2011 wurde Eleven Arrows aus Walvis Bay.
Hauptsponsor und Namensgeber ist wie beim NFA-Cup 2010 der namibische Mobilfunkbetreiber leo. Der Pokal wird unter dem Namen Leo-NFA-Cup ausgetragen. Das Preisgeld ist wie im Jahr zuvor mit N$ 600.000 für den Gewinner, N$ 250.000 für den Zweitplatzierten und N$ 100.000 für die Verlierer der Halbfinale festgesetzt. Der Torschützenkönig erhält N$ 25.000.

## Spielmodus
Die Endrunde des Cups wird im Turniermodus an einigen Wochenenden in zentralen Stadien ausgetragen. Es treten in der Endrunde 32 Mannschaften im K.-o.-System an.
Zuvor müssen sich die teilnehmenden Vereine der zweiten Liga (voraussichtlich in Windhoek und Otjiwarongo) und dritten Ligen (jeweils in den Regionen) in Ausscheidungsturnieren qualifizieren.

## Termine
Die einzelnen Runden sollen an folgenden Terminen ausgetragen werden:
- Qualifikationen: Ende Dezember 2010
- 1/16-Finale: 5. Februar – 6. Februar 2011
- Achtelfinale: 23. Februar – 27. Februar 2011
- Viertelfinale: 9. April – 10. April 2011
- Halbfinale: 7. Mai 2011
- Finale: 28. Mai 2011

## Teilnehmende Mannschaften
Die zwölf Mannschaften der Namibia Premier League 2010/11 sowie die zwei Absteiger der Saison 2009/2010 sind automatisch für die Endrunde qualifiziert.
Hinzu kommen drei Mannschaften aus dem „Northern Stream“ und zwei aus dem „Southern Stream“ der Namibia First Division (2. Liga) sowie jeweils eine Mannschaft aus den 13 regionalen 3. Ligen (Second Division). Diese qualifizierten sich in Ausscheidungsspielen zwischen dem 1. und 5. Dezember 2010.
| Premier League die 12 Vereine der Saison 2010/11, die 2 Absteiger aus der Saison 2009/10 | First Division 3 bzw. 2 Mannschaften aus Nord und Süd                                                                                         | Second Division jeweils ein Verein je Region |
| African Stars (TV) Black Africa FC PC Blue Boys FC LHU Blue Waters FC Civics FC Eleven Arrows FC Mighty Gunners FNB Orlando Pirates FC FNB Oshakati City FC Oshikandela Ramblers FC Cymot SKW FC Wesbank Tigers FC Hotspurs (Absteiger) United Stars (Absteiger) | Friends (Southern Stream) UNAM (Southern Stream) Young Rangers (Northern Stream) Golden Bees (Northern Stream) Rundu Chiefs (Northern Stream) | UNAM Ogongo (Omusati) Nampol (Hardap) Shaluza Chiefs (Omaheke) Namib Colts (Khomas) King Pele Santos (Karas) Young Eleven (Erongo) Bingo (Kavango) Black Africa Warriors (Kunene) Black Buffalos (Caprivi) Volcano (Oshikoto) Pescanova (Oshana) Eleven Brothers (Otjozondjupa) Oshikango United (Ohangwena) |

## Ergebnisse
Anmerkung: Zahl in Klammern bezieht sich auf die Ligazugehörigkeit

### 1/16-Finale
Die Spiele des 1/16-Finale fanden am 5. und 6. Februar 2011 in Windhoek und Otjiwarongo statt.
|                      | Ergebnis        |                           | Ort                          |
| -------------------- | --------------- | ------------------------- | ---------------------------- |
| Blue Boys (1)        | 8:1             | Shaluza Chiefs (3)        | Sam-Nujoma-Stadion, Windhoek |
| King Pele Santos (3) | 0:6             | Young Eleven (3)          | Sam-Nujoma-Stadion, Windhoek |
| Namib Colts (3)      | 2:4             | Oshakati City (1)         | Sam-Nujoma-Stadion, Windhoek |
| SKW (1)              | 0:0 (1:3 i. E.) | Blue Waters (1)           | Sam-Nujoma-Stadion, Windhoek |
| UNAM (2)             | 1:3             | Rundu Chiefs (2)          | Sam-Nujoma-Stadion, Windhoek |
| Hotspurs (1/2)       | 8:0             | Nampol (3)                | Sam-Nujoma-Stadion, Windhoek |
| Tigers (1)           | 0:1             | African Stars (1)         | Sam-Nujoma-Stadion, Windhoek |
| Ramblers (1)         | 10:00           | Black Africa Warriors (3) | Mokati-Stadion, Otjiwarongo  |
| Volcano (3)          | 0:7             | Eleven Arrows (1)         | Mokati-Stadion, Otjiwarongo  |
| Civics (1)           | 2:0             | UNAM Ogongo (3)           | Mokati-Stadion, Otjiwarongo  |
| Eleven Brothers (3)  | 1:3             | Bingo (3)                 | Mokati-Stadion, Otjiwarongo  |
| United Stars (1/2)   | 0:3             | Orlando Pirates (1)       | Mokati-Stadion, Otjiwarongo  |
| Oshikango United (3) | 1:1 (2:4 i. E.) | Young Rangers (2)         | Mokati-Stadion, Otjiwarongo  |
| Pescanova (3)        | 10:40           | Friends (2)               | Mokati-Stadion, Otjiwarongo  |
| Black Buffalos (3)   | 00:13           | Black Africa (1)          | Mokati-Stadion, Otjiwarongo  |
| Mighty Gunners (1)   | 1:1 (4:5 i. E.) | Golden Bees (2)           | Mokati-Stadion, Otjiwarongo  |

### 1/8-Finale
Die Spiele des 1/8-Finale fanden vom 25. bis 26. Februar 2011 in Windhoek und Walvis Bay statt.
|                     | Ergebnis        |                   | Ort                            |
| ------------------- | --------------- | ----------------- | ------------------------------ |
| Black Africa (1)    | 3:0             | Ramblers (1)      | Independence Stadium, Windhoek |
| Civis (1)           | 1:1 (7:6 i. E.) | Blue Waters (1)   | Independence Stadium, Windhoek |
| Orlando Pirates (1) | 2:1             | Oshakati City (1) | Independence Stadium, Windhoek |
| Eleven Arrows (1)   | 9:1             | Pescanova (3)     | Independence Stadium, Windhoek |
| Blue Boys (1)       | 1:0             | Bingo (3)         | Kuisebmund-Stadion, Walvis Bay |
| Young Eleven (3)    | 0:2             | Rundu Chiefs (2)  | Kuisebmund-Stadion, Walvis Bay |
| Golden Bees (2)     | 2:2 (5:3 i. E.) | Young Rangers (2) | Kuisebmund-Stadion, Walvis Bay |
| African Stars (1)   | 2:0             | Hotspurs (1/2)    | Kuisebmund-Stadion, Walvis Bay |

### 1/4-Finale
Die Spiele des 1/4-Finale fanden am 9. und 10. April 2011 in Windhoek und Otjiwarongo statt.
|                     | Ergebnis        |                   | Ort                            |
| ------------------- | --------------- | ----------------- | ------------------------------ |
| Orlando Pirates (1) | 1:0             | African Stars (1) | Independence Stadium, Windhoek |
| Rundu Chiefs (2)    | 0:0 (2:4 i. E.) | Eleven Arrows (1) | Mokati-Stadion, Otjiwarongo    |
| Black Africa (1)    | 3:0             | Golden Bees (2)   | Mokati-Stadion, Otjiwarongo    |
| Blue Boys (1)       | 0:1             | Civics (1)        | Mokati-Stadion, Otjiwarongo    |

### Halbfinale
Die Spiele des Halbfinale fanden am 7. Mai 2011 in Windhoek statt.
|                     | Ergebnis |                   | Ort                            |
| ------------------- | -------- | ----------------- | ------------------------------ |
| Orlando Pirates (1) | 0:1      | Eleven Arrows (1) | Independence Stadium, Windhoek |
| Black Africa (1)    | 1:2      | Civics (1)        | Independence Stadium, Windhoek |

### Finale
Das Finale des NFA-Cup 2011 fand am 28. Mai 2011 in Walvis Bay statt.
|                   | Ergebnis |            | Ort                            |
| ----------------- | -------- | ---------- | ------------------------------ |
| Eleven Arrows (1) | 2:0      | Civics (1) | Kuisebmond Stadium, Walvis Bay |